# Colobura
Colobura (popularmente denominadas borboleta-zebra) é um gênero de borboletas neotropicais da família Nymphalidae, proposto por Billberg em 1820. Possui duas espécies que se alimentam de substâncias vegetais fermentadas ou em exsudação; com lagartas que se alimentam de folhas de árvores do gênero Cecropia. As espécies podem ser identificadas na seguinte chave:

## Identificação de espécies
Borboletas com a terceira linha submarginal, abaixo da margem lateral da asa anterior, quando a borboleta é vista por baixo, não se afunilando em direção ao canto superior desta mesma asa; lagartas com anéis amarelados envolvendo seu dorso, tendendo a ser gregárias. / Colobura annulata Willmott, Constantino & Hall, 2001
Borboletas com a terceira linha submarginal, abaixo da margem lateral da asa anterior, quando a borboleta é vista por baixo, se afunilando em direção ao canto superior desta mesma asa; lagartas sem anéis amarelados envolvendo seu dorso, tendendo a ser solitárias. / Colobura dirce (Linnaeus, 1758)
A espécie C. annulata foi separada de C. dirce por um estudo de Willmott, Constantino & Hall, em 2001.